# Euxootera leucoplaga
Euxootera leucoplaga là một loài bướm đêm trong họ Noctuidae.